# Silnice II/299
Silnice II/299 je silnice II. třídy, která vede z Třebechovic pod Orebem do Debrného. Je dlouhá 37 km. Prochází jedním krajem a třemi okresy.

## Vedení silnice

### Královéhradecký kraj, okres Hradec Králové
- Třebechovice pod Orebem (křiž. I/11)
- Librantice (křiž. III/2991, III/3081)
- Výrava (křiž. III/2992)
- Libřice (křiž. II/308, III/2995)

### Královéhradecký kraj, okres Náchod
- Nový Ples (křiž. III/2996)
- Jaroměř (křiž. I/33, I/37, III/30815, III/2997, III/28512, III/03325)
- přerušení

### Královéhradecký kraj, okres Trutnov
- Choustníkovo Hradiště (křiž. I/37)
- Zboží (křiž. III/29925, III/29926)
- Dvůr Králové nad Labem (křiž. II/300, peáž s II/300)
- Verdek (křiž. III/32544)
- Nemojov (křiž. III/29931)
- Debrné (křiž. II/325)